# NGC 6191
NGC 6191 est une galaxie spirale barrée située dans la constellation du Dragon. Sa vitesse par rapport au fond diffus cosmologique est de 9 251 ± 46 km/s, ce qui correspond à une distance de Hubble de 136,5 ± 9,6 Mpc (∼445 millions d'al). NGC 6191 a été découverte par l'astronome américain Lewis Swift en 1886.

## Identification incertaine de NGC 6189 et NGC 6191
Toutes les sources consultées s'accordent sur un point, PGC 58440 est la galaxie observée par Swift en 1885, soit NGC 6189. Cependant le professeur Seligman et Wolfgang Steinicke soutiennent que NGC 6191 observée par Swift en 1886 est cette même galaxie, alors que les bases de données NASA/IPAC, Simbad et HyperLEDA identifient NGC 6191 à PGC 57427.
Sur son site, Harold Corwin écrit que rien n'est à la position donnée par Switf pour NGC 6191 en 1886. Comme il y a plusieurs galaxies brillantes près de cette position, les candidates possibles pour NGC 6191 sont NGC 6187, NGC 6189 et NGC 6190. Deux étoiles près de NGC 6187 correspondent à la description de Swift, mais c'est la plus petite et la moins lumineuse des trois candidates. Selon Steve Gottlieb, si Swift a fait une erreur de 50' sur la déclinaison, alors NGC 6191 est sa deuxième découverte de NGC 6189. La possibilité que NGC 6191 soit PGC 57427 n'est mentionnée par ni l'un ni l'autre.